# Typhonium baoshanense
Typhonium baoshanense är en kallaväxtart som beskrevs av Z.L.Dao och Hen Li. Typhonium baoshanense ingår i släktet Typhonium och familjen kallaväxter. Inga underarter finns listade.